# Ngôn ngữ người ngoài hành tinh
Ngôn ngữ của người ngoài hành tinh, tức là ngôn ngữ của sinh vật ngoài Trái Đất, là một chủ đề giả định vì cho đến nay chưa có ai gặp phải. Các nghiên cứu trong các ngôn ngữ khác nhau như giả thuyết được gọi là exolinguistics, xenolinguistics  hoặc astrolinguistics.  Câu hỏi về hình thức ngôn ngữ ngoài hành tinh có thể có và khả năng con người nhận ra và dịch chúng là một phần của các khóa ngôn ngữ học và nghiên cứu ngôn ngữ, ví dụ, tại Đại học bang Bowling Green (2001).
Noam Chomsky (1983), dựa trên lý thuyết về sự tồn tại của một ngữ pháp phổ quát được xác định trước về mặt di truyền của ngôn ngữ loài người, cho rằng con người không thể học ngôn ngữ ngoài hành tinh một cách tự nhiên bởi vì nó có thể vi phạm ngữ pháp phổ quát bẩm sinh con người. Con người sẽ phải nghiên cứu một ngôn ngữ ngoài hành tinh bằng cách khám phá chậm, giống như cách các nhà khoa học thực hiện các nghiên cứu về nói, vật lý.
Nhà ngôn ngữ học Keren Rice cho rằng có thể giao tiếp cơ bản giữa con người và người ngoài hành tinh, trừ khi "những điều mà chúng ta nghĩ là phổ biến đối với ngôn ngữ - diễn ra trong không gian [và] thời gian, nói về những người tham gia, v.v. không cung cấp điểm khởi đầu cho nó."
Giáo sư ngôn ngữ học của Đại học McGill, Jessica Coon đã được tư vấn về khía cạnh ngôn ngữ của bộ phim Cuộc đổ bộ bí ẩn năm 2016. Trong khi thừa nhận rằng ngôn ngữ đồ họa trong phim là nghệ thuật không có ý nghĩa ngôn ngữ, cô nói rằng bộ phim là một mô tả khá chính xác về cách tiếp cận mà các nhà ngôn ngữ học con người sẽ sử dụng để cố gắng hiểu ngôn ngữ của người ngoài hành tinh.